# Фабрики в низькодолі річки Дервент
Фабрики в низькодолі річки Дервент (англ. Derwent Valley Mills) — це комплекс заводів, які були побудовані у 18-му та 19-му століттях в долині річки Дервент, вгору за течією від Дербі. Розташовані в графстві Дербішир. З 2001-о року знаходяться під охороною Всесвітньої спадщини ЮНЕСКО.